# لغات عربية جنوبية حديثة
العربية الجنوبية الحديثة (أو السامية الجنوبية الشرقية) لغات محكية وغير مكتوبة، تستخدم في الخطاب اليومي لأقليات في جنوب شبه الجزيرة العربية في اليمن وعُمان تحديدا. وتختلف عن عائلة اللغات العربية الجنوبية القديمة (السبئية والحميرية والمعينية الخ)، اللتان مع بعضهما بالإضافة إلى السامية الإثيوبية، يكونون عائلة لغوية أكبر تسمى لغات سامية جنوبية. اللغات العربية الجنوبية الحديثة ليست مشتقة من القديمة كما كان يعتقد سابقاً. وأهم خاصية بهذه العائلة احتفاظها بخصائص اللغة السامية الأم، وخصوصا في نظام الصوتيات.

### وتضم هذه العائلة:
- المهرية هي الأكبر العائلة من حيث الناطقين 70,000 نسمة في اليمن، 50,000 في عُمان، وحوالي 15,000 مهاجر في الكويت. ومجموع الناطقين في جميع البلدان يصل إلى 135,764 (SIL 2000).
- السقطرية يتحدثها أهل سقطرى، في تعداد 1990 بلغ عدد الناطقين بهذه اللغة 57,000 (احتمال في الجزيرة والأرضي اليمنية)، وبلغ عدد الناطقين في جميع البلدان (بما في ذلك المهجر) 64,000.
- الشحرية (وتدعى أيضا بالجِبّالية)، عدد الناطقين 25,000 نسمة. تعرف أحيانا بلغة المتمردين في ثورة ظفار.
- الحرسوسية 1,000–2,000 ناطق، في عمان.
- الهوبيوت، حوالي 550,000 ناطق في عمان واليمن.
- البطحرية: حوالي 200 ناطقاً فقط، يسكنون جنوب عمان مقابل جزر الحلانيات.

## وصلات خارجية
- Ethnologue entry for South Arabian languages
- اللغات العربية الجنوبية الحديثة نسخة محفوظة 9 مايو 2016 على موقع واي باك مشين.، M.C.Simeone-Senelle